# Erzbistum Peking

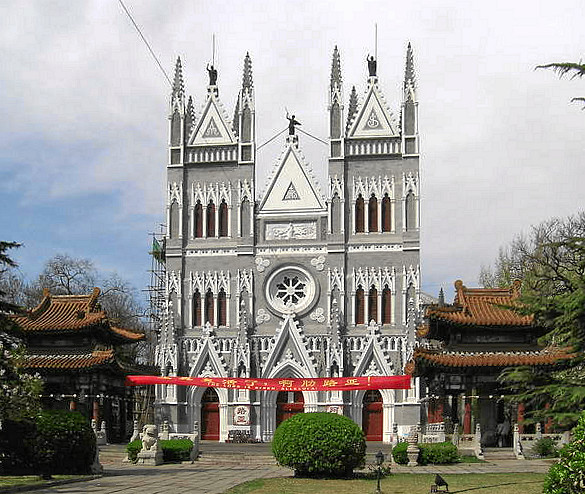
Die Xishiku-Kirche in Peking

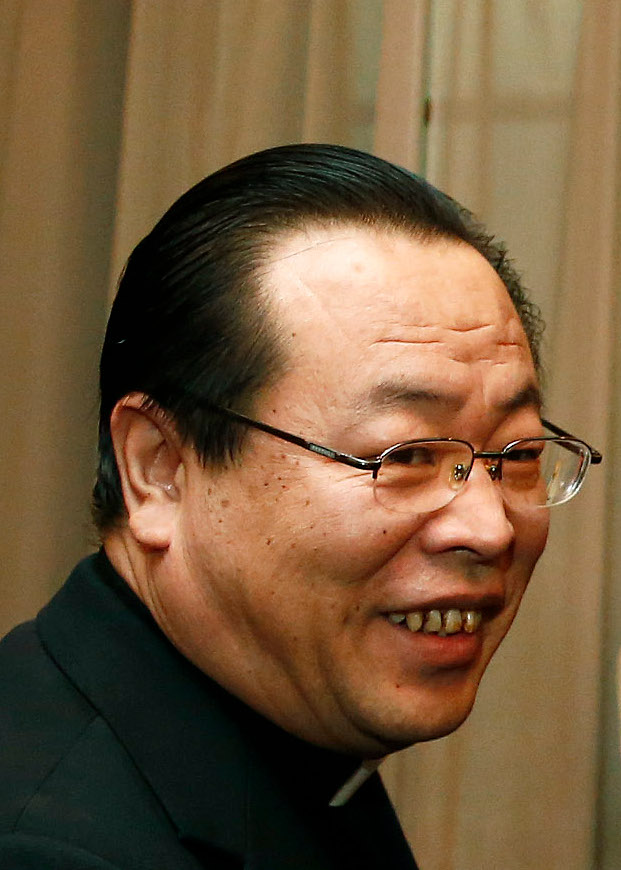
Joseph Li Shan, der Metropolit von Peking, im Jahr 2014

Das Erzbistum Peking (lateinisch Archidioecesis Pechimensis) ist eine in der Volksrepublik China gelegene römisch-katholische Diözese.

## Geschichte
Schon 1307 ist in Peking ein Erzbistum Cambaluc oder Khanbaliq nachgewiesen (siehe Yuan-Dynastie). Dieses gab 1313 Gebiete für die Gründung des Bistums Zaitun oder Citong ab und 1320 für das Bistum Ili-baluc. 1375 wurde das Erzbistum wieder aufgelöst.
Am 10. April 1690 wurde in Peking erneut ein Bistum mit der Bulle Romani Pontificis durch Alexander VIII. aus dem Apostolischen Vikariat Nanking begründet, wechselte aber seinen Namen am 30. Mai 1856 auf Apostolisches Vikariat von Nord Chi-Li und am 3. Dezember 1924 wieder zurück, bevor es am 11. April 1946 unter dem Namen Peking zum Erzbistum erhoben wurde. Das Erzbistum zählte 1949 215.915 Katholiken. Es war ein Missionsgebiet der Vinzentiner, die auch bis 1946 die Apostolischen Vikare stellten.

## Ordinarien

### Erzbischöfe von Khanbaliq
- Nicolò da Banzia OFM (1307?–1308)
- Ulrico da Seyfridsdorf OFM (1307?–1308)
- Andreuccio da Assisi OFM (1307?–1308)
- Johannes von Montecorvino OFM (1308–1328)
- Nicolas da Botras, OSF (1333–1338)
- Guglielmo da Villanova (de Prato) OFM (1370?–?)
- Cosmas (1338–1370)
- Giuseppe (vor 1403)
- Domenico (1403–vor 1408)
- Konrad Scopper (1408–?)
- Karl (vor 1410–?)
- Jacobus (genannt Italianus de Capha; auch Jacobus Camporea) (1427–1441)
- Leonard (vor 1448)
- Barthélemy I. (1448–?)
- Bernardo (vor 1456)
- Johannes de Pelletz (1456–?)
- Barthélemy II. (nach 1456)
- Alexandro de Caffa (vor 1483)
- Jacobus de Grangia (1483?–?)

### Bischöfe von Peking
- Bernardino della Chiesa OFM (1690–1721)
- Francisco da Purification OSA (1725–1731)
- Polycarpo de Sousa (Souza) SJ (1740–1757)
  - Gottfried von Laimbeckhoven SJ (1757–1778) (Administrator)
- Giovanni Damase Salutti OSA (1778–1781)
- Alexandre de Gouvea (Gouveia) TOR (1782–1808)

### Apostolische Vikare von Peking
- Joaquim da Souza Saraiva CM (6. Juli 1808–18. Februar 1818)
- Verissimo Monteiro da Serra CM (1818–1826) (Elekt)
- Cajetan Pires Pereira (1827–1838) (Administrator)
- João de França Castro e Moura CM (28. August 1840–1846) (Administrator)
- Joseph-Martial Mouly CM (28. April 1846–30. Mai 1856) (Administrator)

### Apostolische Vikare von Nord Chi-Li und Pe-Kin
- Joseph-Martial Mouly CM (30. Mai 1856–4. Dezember 1868)
- Edmond-François Guierry CM (4. Dezember 1868–21. Januar 1870)
- Louis-Gabriel Delaplace CM (21. Januar 1870–24. Mai 1884)
- François-Ferdinand Tagliabue CM (5. August 1884–13. März 1890)
- Jean-Baptiste-Hippolyte Sarthou CM (6. Juni 1890–13. April 1899)
- Pierre-Marie-Alphonse Favier CM (13. April 1899–4. April 1905)
- Stanislas-François Jarlin CM (5. April 1905–3. Dezember 1924)

### Apostolische Vikare von Peking
- Stanislas-François Jarlin CM (3. Dezember 1924–27. Januar 1933)
- Paul Leon Cornelius Montaigne CM (27. Januar 1933–April 1946)

### Erzbischöfe von Peking
- Thomas Tien Ken-sin SVD (11. April 1946–24. Juli 1967)

Aufgrund der politischen Verhältnisse konnte das Erzbistum nach dem Tod von Kardinal Thomas Tien Ken-sin 1967, dem einzigen von der Römisch-katholischen Kirche anerkannten Erzbischof, bis heute nicht mehr besetzt werden. Trotzdem wurden von der Chinesischen Katholisch-Patriotischen Vereinigung weitere Erzbischöfe eingesetzt wie 2007 Joseph Li Shan (wobei die Weihe des letzteren jedoch nachträglich vom Heiligen Stuhl anerkannt wurde).
- Joseph Yao Guang-yu CM (1959–1964?)
- Michael Fu Tie-shan (1979–2007)
  - Matthias Pei Shang-de, CDD (1989–2001)
- Joseph Li Shan (seit 2007)
  - Matthew Zhen Xuebin (sei 28. August 2024 Koadjutor)

## Bedeutende Kirchen
- Nordkathedrale („Xishiku-Kirche“): Die im neogotischen Stil erbaute Kirche befindet sich im Pekinger Stadtbezirk Xicheng und ist die größte römisch-katholische Kirche in Peking. Sie bietet etwa 1000 Menschen Platz.
- Kathedrale der Unbefleckten Empfängnis (auch Nantang (南堂 „Südkathedrale“)): Sie ist die Kathedrale der Erzdiözese und Sitz des Erzbischofs.